# 原村正紀
原村 正紀（はらむら まさとし、別名：原村 昌利（読み同じ）、1966年12月6日 - ）は、日本の実業家、作家、馬主。
システム開発・販売、化粧品、水素、アミノ酸商品などの製造・販売を手がける株式会社エコロ・インターナショナルの代表取締役社長を務める。

## 経歴・人物
1966年、栃木県出身。当初は会社員であったが思うようにいかなかったといい、メンターとの出会いを経て仕事の調子が上がると、メンタルトレーナーとしてセミナーなどを開催するようになった。1999年、栃木県真岡市並木町に株式会社エコロ・インターナショナルを創業（2002年2月設立）。
趣味はゴルフ、読書。座右の銘は「成功とは、最後の失敗の後に訪れる」。

## 馬主活動

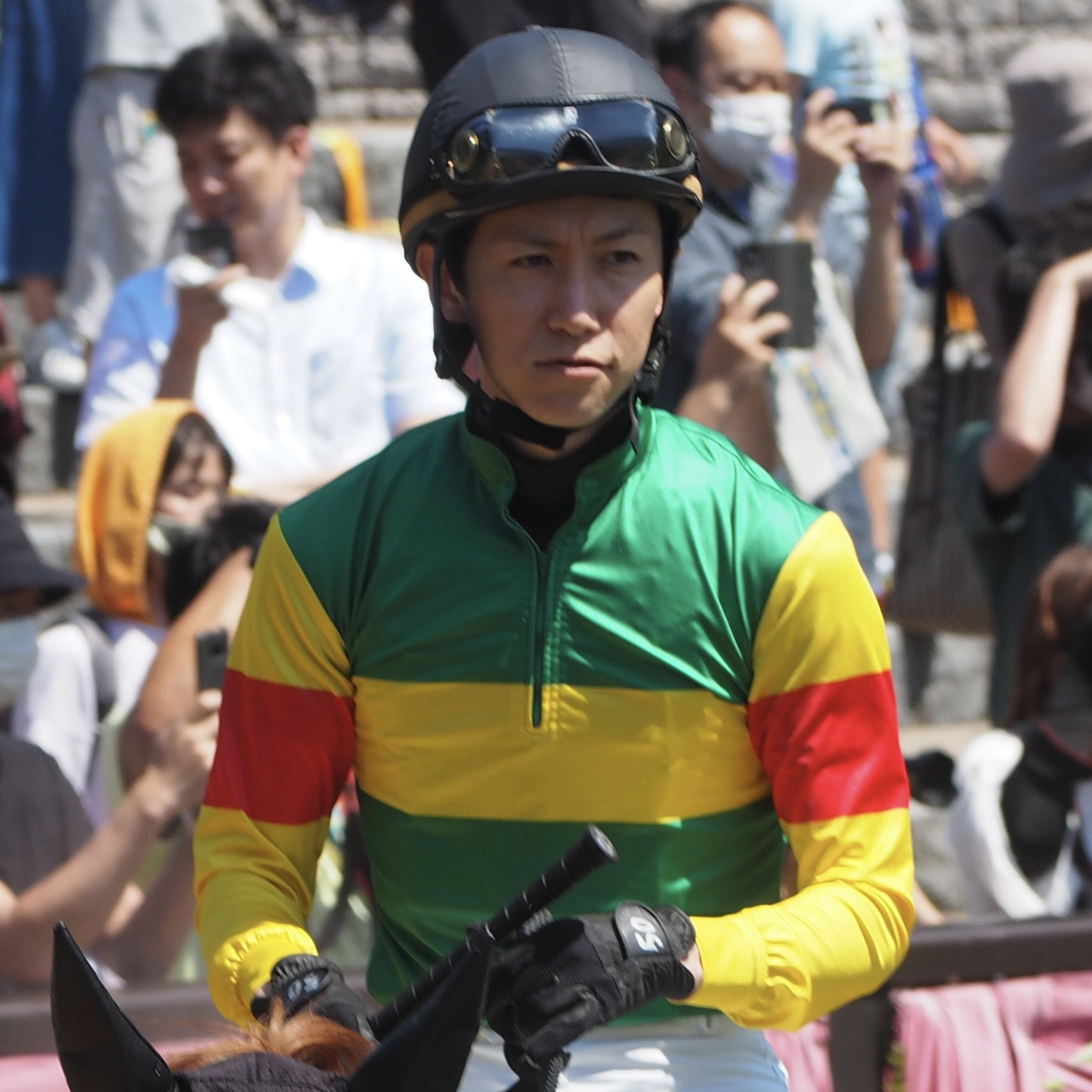
原村の勝負服を着用した五十嵐雄祐

日本中央競馬会（JRA）および地方競馬全国協会（NAR）に登録している馬主としても知られる。勝負服の柄は緑、黄一本輪、黄袖赤一本輪、冠名には経営する会社名でもある「エコロ」を用いる。なお、「エコロ」の由来はエコロジー（ecology）とロマンチック（romantic）を掛け合わせたもの（Ecoro）で、造語である。東京馬主協会理事も務めている。馬主になったきっかけはテレビで藤沢和雄（元調教師）のドキュメンタリー番組を見たことで、学生の頃から競馬中継を見たことはあったというが、藤沢の考え方に共鳴したことをきっかけに馬主資格を取得した。
近年の馬名は冠名に3文字程度の濁音のある語を用いていることが多く、その理由に「3文字＋3文字」だと耳に入ってきやすく、実況アナウンサーも話しやすいだろうということを挙げている。

### 来歴
- 2017年 - 馬主資格取得[7]。
- 2023年 - 京都ジャンプステークスをエコロデュエルで制し、JRA重賞競走初制覇[7]。
- 2025年 - 中山グランドジャンプをエコロデュエルで制し、JRA GI競走初制覇[7]。

## 主な所有馬

### 重賞競走優勝馬
太字はGI級競走
- エコロデュエル（2023年京都ジャンプステークス、2025年中山グランドジャンプ）
- エコロブルーム（2024年ニュージーランドトロフィー）

### 地方重賞優勝馬
- エコロクラージュ（2022年園田オータムトロフィー、楠賞、2024年兵庫ゴールドカップ、2025年福永洋一記念）

### その他の所有馬
- エコロアイ（2022年エーデルワイス賞2着）
- エコロヴァルツ（2023年コスモス賞、朝日杯フューチュリティステークス2着、2024年ディセンバーステークス、2025年中山記念2着）
- エコロガイア（2024年ブルーバードカップ2着）

## 受賞
- 東久邇宮国際文化褒賞（2014年）[8][4]
- 社会文化功労賞（2016年）[8][9]
- 米国財団法人・国際学士院世界学術文化審議会 国際グランプリ（2016年）[8][9]

## 著書
いずれも原村昌利名義。
- 『幸せになる勇気と考え方』（銀河書籍、2018年。ISBN 978-4434249891）
- 『自分力 ― 今の時代を生き抜く「自分」といううつわの作り方』（Clover出版、2020年。ISBN 978-4908033629）
- 『金運、仕事運、対人運を上げる　あなたの龍神様に愛される生き方』（幻冬舎、2023年。ISBN 978-4344941472）